# أرجياس
أرجياس (بالتركية Erciyes أو Erciyes dağı ) ، بالعثمانية ارجياس، هو جبل بركاني نائم من حقبة الميوسين، يقع على بعد 25 كم جنوب محافظة قيصرية في تركيا. ارتفاعه هو 3916 م وهو أعلى جبل في سلسلة الاناضول الوسطى.

## التسميات
كان يسمى أرجوروس باليونانية Αργύρος وتعني الفضي، اما الرومان فاطلقوا عليه باللاتينية تسمية Argaeus وArgeus أو Argeos .

## الموقع
هذا الجبل يطل على مدينة قيصرية في منطقة قبادوقيا التاريخية، يشتهر هذا الجبل بجليده وثلوجه والتي اعتمدها بعض المخرجين والروائيين في رواياتهم وافلامهم، هناك اثار ان بركان هذا الجبل ثار في سنة 253 ق.م. أول من تسلقه في العصر الحديث هو وليم جون هاملتن في 1837

## اقتباس الاسم
كما سميت العديد من الجرائد باسم هذا الجبل ومنها ارجياس في 1910 ثم Erciyes Telgraf بين 1955-1960 وERCIYES في 1951 و ERCIYES POSTASI بين 1947 -1960 الذي نشر فيه الرسام التركي المشهور سعد يلز أولى رسوماته الروائية في 1959 وماتزال جريدة تسمى ERCIYES تصدر إلى يومنا هذا.

## معرض صور

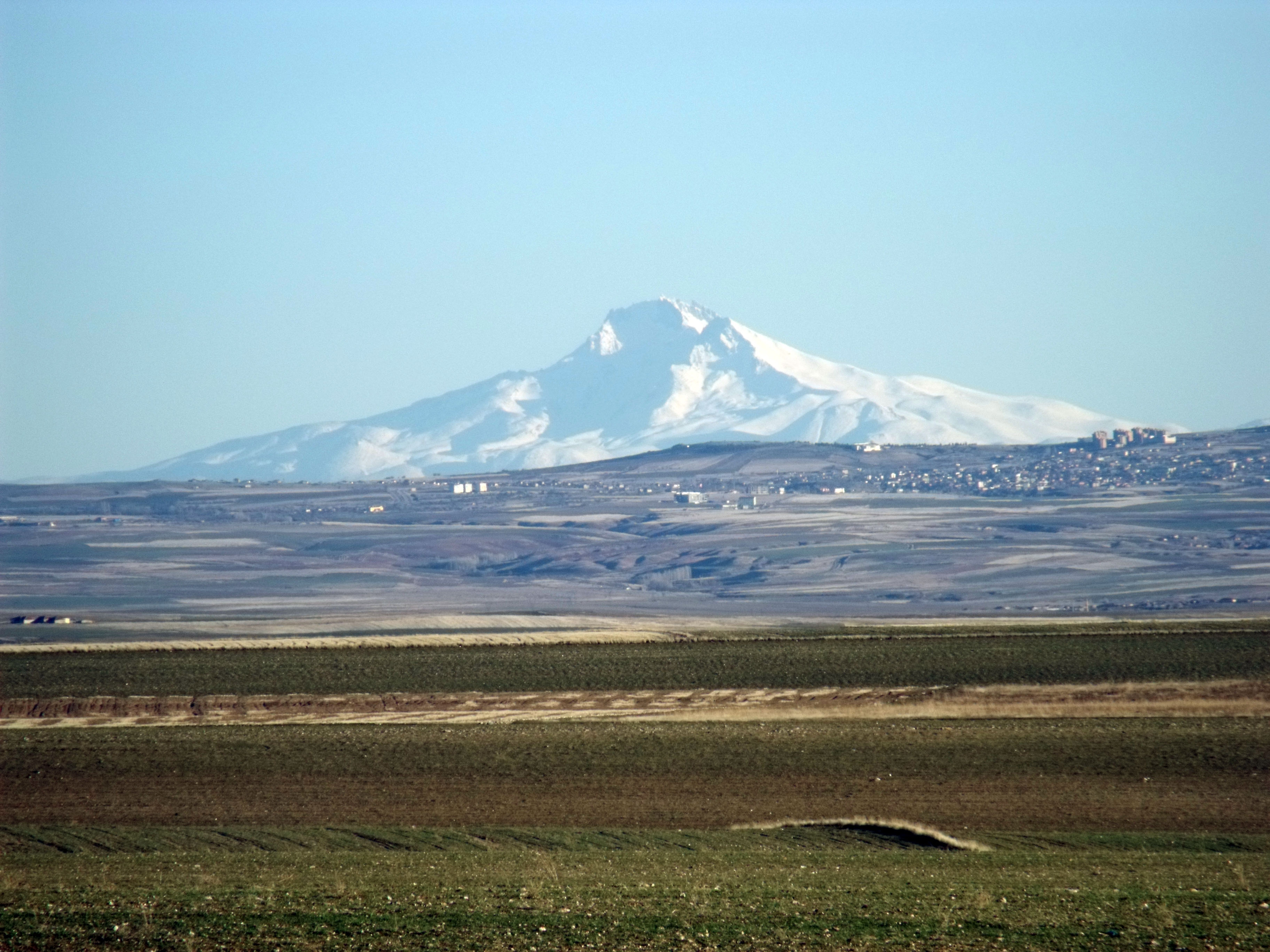
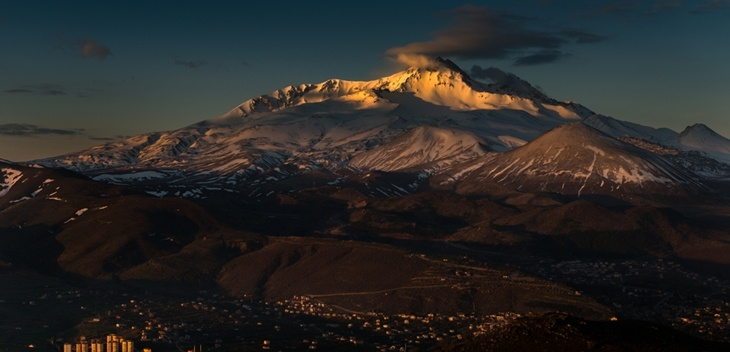
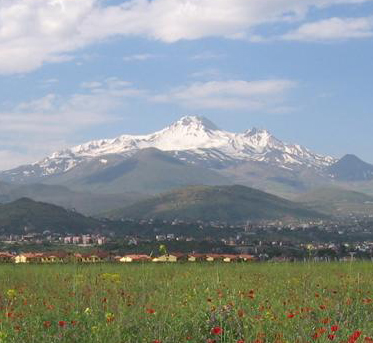